# Mezquita Ahl Fas
La Mezquita Ahl Fas (en árabe: مسجد اهل فاس) es una mezquita situada en la ciudad de Rabat, concretamente en el mexuar de Al-Sayeed. La mezquita fue mandada a construir por el sultán alauí Mohammed III en el siglo XVIII. Fue renovada varias veces, durante la época de Mohammed IV, Mulay Yúsuf, Mohamed V, Hasán II y Mohamed VI. La mezquita es conocida por ser el lugar donde el rey da el khotbah (sermón) durante la oración del viernes o las oraciones del Eid, desde la época de Moulay Yusef.